# Hansen (månkrater)
För andra betydelser, se Hansen (olika betydelser).
Hansen är en nedslagskrater på månen. Hansen har fått sitt namn efter den danske astronomen Peter Andreas Hansen.

## Satellitkratrar
| Hansen | Latitud | Longitud | Diameter |
| ------ | ------- | -------- | -------- |
| A      | 13,3° N | 74,3° Ö  | 13 km    |
| B      | 14,3° N | 79,9° Ö  | 80 km    |